# کرانبورن، ویکتوریا
کرانبورن (به انگلیسی: Cranbourne) یک منطقهٔ مسکونی در استرالیا است که در ویکتوریا (استرالیا) واقع شده‌است.